# Krishnapura, Hassan
Krishnapura là một làng thuộc tehsil Hassan, huyện Hassan, bang Karnataka, Ấn Độ.